# 蘇家屯駅
蘇家屯駅（そかとんえき）は中華人民共和国遼寧省瀋陽市蘇家屯区にある、中国鉄路総公司（CR）の駅。瀋陽鉄道局所属の特等駅に設定されている。

## 乗り入れ路線
瀋大線と瀋丹線の2路線が乗り入れており、分岐駅となっている。

## 歴史
蘇家屯駅は1903年（清光緖29年）に開業、これはロシアが建設したハルビン-大連間の路線の開通の後のことであった。通称「東清鉄道南満洲支線」。
1905年、ロシア軍による放火で蘇家屯駅は焼失した。同年8月、日本の軍事需要によって安東（現：丹東）から瀋陽に至る安奉鉄路が建設された。翌年日本は長春から大連に至る南満鉄路とその沿線の支線を吸収し南満州鉄道株式会社を設立、蘇家屯駅とその周辺施設も“鉄道附属地”として吸収された。
1944年から1945年、アメリカ軍による蘇家屯駅の二度の爆撃により日本軍は降伏を余儀なくされた。
都市化が進むにつれて旧来からの蘇家屯駅の老朽化が目立ち、1998年に駅を取り壊し、同年12月25日に新駅舎の併用が開始。同時に駅名が「蘇家屯駅」から「瀋陽南駅」に変更された。
2010年1月28日に「蘇家屯駅」に戻された。

## 駅構造
駅舎内に待合室、駅務室、荷物室、レストランがある。
ホームは2面あり、1番ホームは北方面、2番ホームは南方面と使い分けがされている。

### のりば
| 1 | 瀋大線 | 蘇北・渾河・瀋陽・瀋陽北方面   |
| 1 | 瀋丹線 | 蘇北・渾河・瀋陽方面           |
| 2 | 瀋大線 | 遼陽・海城・金州・大連方面     |
| 2 | 瀋丹線 | 石橋子・本渓・鳳凰城・丹東方面 |

## 駅周辺
- 瀋陽市蘇家屯区民政局
- 労働公園
- 漢庭快捷酒店
- 鳳鳴香超市
- 老圈楼商場
- 大潤発超市蘇家屯店
- 蘇家屯区解放小学
- 蘇家屯区民主小学

## 隣の駅
中国国鉄
瀋大線
蘇北駅 - 蘇家屯駅 - 林盛堡駅
瀋丹線
蘇北駅 - 蘇家屯駅 - 瀋陽自貿区駅